# Logis de la Touche
Le logis de la Touche est une ancienne maison noble qui se dresse sur la commune française de La Limouzinière dans le département de la Loire-Atlantique, en région Pays de la Loire.

## Localisation
Le château est situé sur la commune de La Limouzinière, dans le département français de la Loire-Atlantique.

## Historique
Le manoir a été construit au XVe siècle pour une famille de haut rang, les Du Chaffault.
Le monument est inscrit au titre des monuments historiques en 1996.

## Description
L'édifice est de nos jours ruiné.